# 形成の書
創造の書（そうぞうのしょ、סֵפֶר יְצִירָה セーフェル・イェツィラー、イェツィラーの書）とは、ユダヤ教神秘主義思想カバラの基本教典の一つ。伝承によればユダヤ人の祖であるアブラハムの作品とも言われ、アブラハム自身が直接書いていなくとも、120年頃ラビ・アキバにより成立したものとするのが通説である。また、3世紀から6世紀にかけて製作されたという異説もある。
10の「数」（によって象徴される4つの根源的元素と6つの方位）と22の「文字」（によって象徴される元素）を用いた、神による世界の創造を描く。また、この「数」と「文字」を合わせて「32の智恵の経路」とも総称する。
この「数」の原語はセフィラ(סְפִירָה)であるが、この単語を「創造の段階」の意味で用いた最初のカバラ文献として重視される。